# Elisabetta Durelli
Elisabetta Erminia Durelli (Lodi, 17 gennaio 1936) è un'ex ginnasta italiana.

## Biografia
Nata a Lodi nel 1936, a 16 anni ha partecipato ai Giochi olimpici di Helsinki 1952, in tutte e sette le gare, chiudendo sesta nel concorso a squadre con 494,74 punti, 10ª negli attrezzi a squadre con 68,20, 48ª nel concorso individuale con 70,39, 44ª al corpo libero con 17,76, 50ª alle parallele asimmetriche con 17,49, 77ª alla trave con 17,02 e 40ª nel volteggio con 18,12.